# Ardagh
Ardagh es una localidad situada en el condado de Limerick de la provincia de Munster (República de Irlanda), con una población en 2016 de 266 habitantes.
Se encuentra ubicada al suroeste del país, a poca distancia al sur del estuario del río Shannon en el océano Atlántico, cerca de las montañas Galtee y al norte de la ciudad de Cork.

## Historia
El 5 de marzo de 1867, en la sublevación feniana, los partidarios locales de los fenianos intentaron sin éxito capturar el cuartel local de la Royal Irish Constabulary (RIC). Muchos de ellos fueron detenidos posteriormente.

## Arqueología
En 1868, el tesoro de Ardagh, incluido el cáliz de Ardagh del siglo VIII, se encontró en el rath de Reerasta, cerca de Ardagh. El cáliz se encuentra en el Museo Nacional de Irlanda en Dublín.